# Смайл
Смайл (на английски: Smile) е английска хардрок група, известна като предшественик на „Куийн“. Основана е през октомври 1968 г. от вокалиста и басист Тим Стафъл, барабаниста Роджър Тейлър и китариста Брайън Мей. Групата съществува до есента на 1970 г. когато Тим Стафъл се запознава с още неизвестния талант Фреди Меркюри. Фреди се сближава с Роджър и Брайън, но Тим напуска групата и на неговото място застава Фреди. Групата все още не е в пълен състав, има нужда от басист. За щастие срещат мълчаливия и срамежлив Джон Дийкън. По идея на Фреди новосформираната група е прекръстена на „Куийн“.